# يفجيني سطانيف
يفجيني سطانيف (بالروسية: Станев, Евгений Александрович)‏ (من مواليد 25 سبتمبر 1979) هو لاعب جودو روسي.

## نتائج
| سنة  | بطولة               | مكان | الوزن                   |
| ---- | ------------------- | ---- | ----------------------- |
| 2004 | بطولة أوروبا للجودو | 3rd  | وزن فوق الخفيف (60 كلغ) |
| 2003 | بطولة أوروبا للجودو | 5th  | وزن فوق الخفيف (60 كلغ) |
| 2002 | بطولة أوروبا للجودو | 3rd  | وزن فوق الخفيف (60 كلغ) |
| 1999 | بطولة أوروبا للجودو | 7th  | وزن فوق الخفيف (60 كلغ) |

## روابط خارجية
- يفجيني سطانيف على موقع الفيدرالية الدولية للجودو (الإنجليزية)
- يفجيني سطانيف على موقع JudoInside.com (الإنجليزية)
- يفجيني سطانيف على موقع أوليمبيديا (الإنجليزية)